# 第十一世達賴喇嘛
凱珠嘉措（藏語：མཁས་གྲུབ་རྒྱ་མཚོ་，威利转写：mkhas grub rgya mtsho；1838年11月1日—1856年1月31日），藏傳佛教格魯派第十一世達賴喇嘛。
康区打箭炉（今四川康定）人，父亲才丹团柱。被认定为第十世达赖喇嘛的转世灵童之一。因为阿里地区发生森巴戰爭，先安排在泰宁寺居住。1841年五月二十五日，战争结束，驻藏大臣宗室海樸主持在布达拉宫举行金瓶掣签，认定为十一世达赖，由七世班禅在大昭寺剃髮，取法名凯珠嘉措。1842年四月廿六在布达拉宫坐床。1846年受沙弥戒。在哲蚌寺学习五部大论，1852年驻藏大臣寶清陪同他到色拉寺、哲蚌寺、甘丹寺讲经说法，熬茶。期间由二世策墨林活佛阿旺强白楚臣嘉措、第七世班禅额尔德尼、三世热振活佛阿旺益西楚臣坚赞摄政。当时，康区乍丫和中瞻对地区内乱，与英国控制的印度边界也不断发生冲突。1855年（咸丰五年）正月十三亲政，1856年1月31日（咸丰五年十二月廿五）在布达拉宫「突然示寂」。